# Rocksteady
El rocksteady és un gènere musical nascut a Jamaica cap a 1966. Successor del ska i precursor del reggae, el rocksteady va ser conreat per conjunts vocals jamaicans com The Gaylads, The Maytals i The Paragons. El terme rocksteady vé d'un estil de ball esmentat a la cançó "Rock Steady" d'Alton Ellis. L'estil de ball del rocksteady és menys viu que no pas el del ska que el va precedir. El primer èxit internacional del rocksteady va ser "Hold Me Tight" (1968) del cantant de soul estatunidenc Johnny Nash, que va ser nº1 al Canadà.

## Història
Al final dels 60 es va produir una evolució rapidíssima del Ska al Rocksteady. El naixement del nou estil es va poder donar a dos fets: el primer va ser quan durant un calorosíssim estiu els músics es van veure obligats a alentir el ritme ràpid i enèrgic característic del Ska, ja que ni ells podien aguantar tocar-lo ni la gent podia ballar tan ràpidament amb tanta calor; el segon va ser quan un dia en el famós estudi d'enregistrament "Studio One" de Kingston no es va presentar el baixista a l'assaig i van haver d'improvisar, de manera que el pianista Jackie Mittoo va adoptar la base del baix amb la mà esquerra mentre tocava la seva part amb la dreta. El resultat va agradar moltíssim i quan va arribar el baixista li van demanar que toqués el mateix que havia tocat Jackie Mittoo. Així, la nova tendència en la música va ser un alentiment del ritme, una desaparició pràcticament total dels instruments de vent alhora que cobraven moltíssima importància el baix i el piano, i una èmfasi curosa en els temps del ritme. Havia moltes menys cançons instrumentals i el lideratge dels grups va deixar de ser dels solistes i va passar als vocalistes. De les cançons que es van gravar moltes van ser versions de grans del soul
El rocksteady va sorgir durant una època en què la joventut jamaicana començava a sobrepoblar els anomenats ghettos de la ciutat de Kingston - a barriades com Riverton City, Greenwich Town i Trenchtown. Inclús, Bob Marley va cantar i va gravar una composició titulada como el mateix gènere: "Rocksteady".
Tot i l'optimisme que contagiava l'ambient posterior a la independència de l'illa, la joventut no va poder compartir aquest sentiment. Molts d'ells es tornaren delinqüents que demostraven alguna identitat i estil. A aquests joves se'ls anomenà Rude Boys.

## Temàtiques
Les lletres del Rocksteady van des de temes romàntics fins a temàtiques dels rude boys - o eren simplement tonalitats ballables. A vegades, els vocalistes del Rocksteady feien versions de cançons que havien estat èxits als Estats Units. Els músics crucials en la creació de la música incloïen al guitarrista Lynn Taitt, al teclista Jackie Mittoo, al bateria Winston Greenan, el baixista Jackie Jackson i el saxofonista Tommy McCook.

## Bandes de Rocksteady
- Alton Ellis
- Tommy McCook
- Bob Andy
- Ken Boothe
- The Melodians
- Delroy Wilson
- Jackie Mitto
- Paragons, grup fundat per Bob Andy, Tyrone (Don) Evans i Howard Barrett